# Hypericum pseudohenryi
Hypericum pseudohenryi är en johannesörtsväxtart som beskrevs av N. Robson. Hypericum pseudohenryi ingår i släktet johannesörter, och familjen johannesörtsväxter. Inga underarter finns listade i Catalogue of Life.

## Bildgalleri

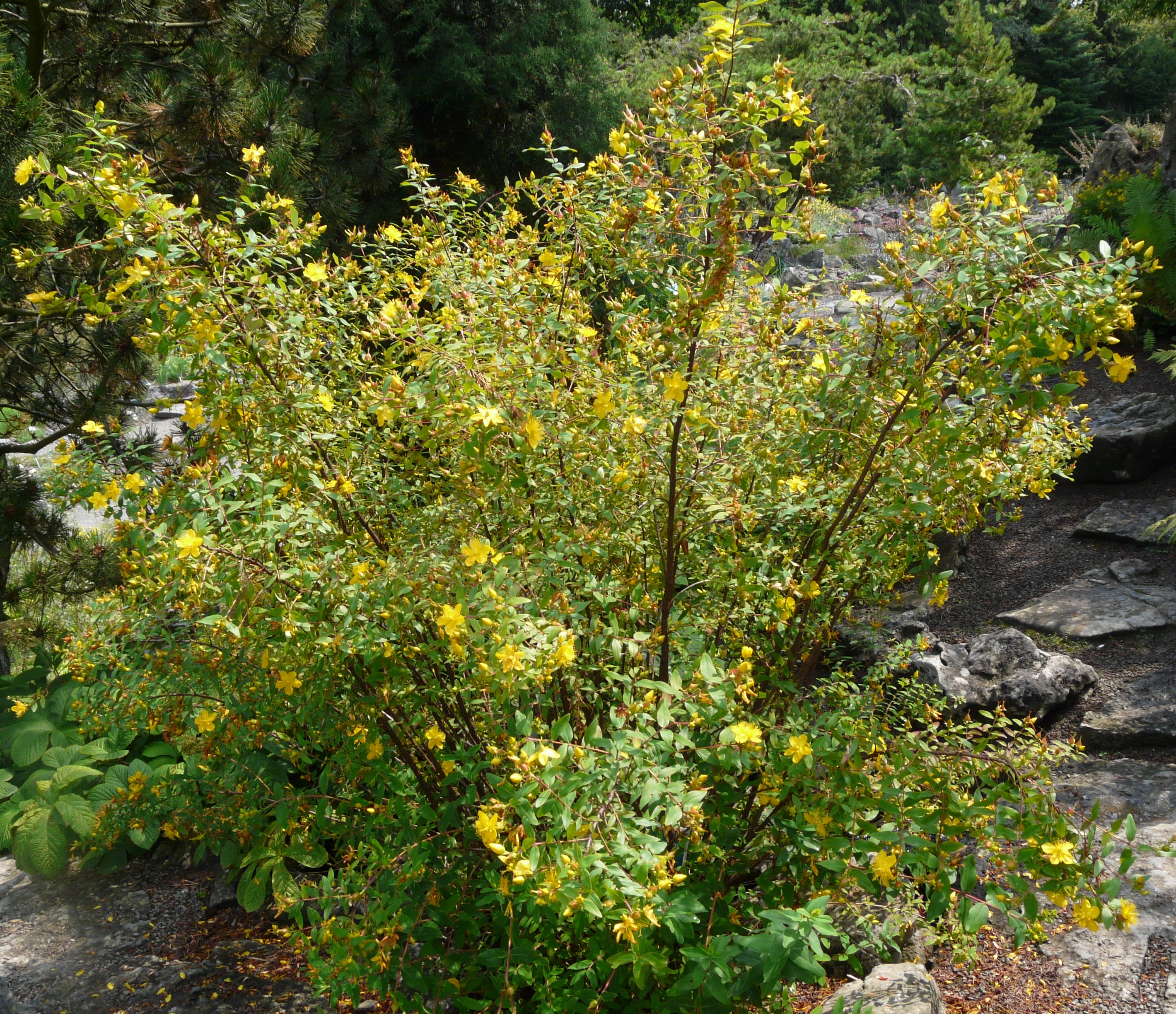
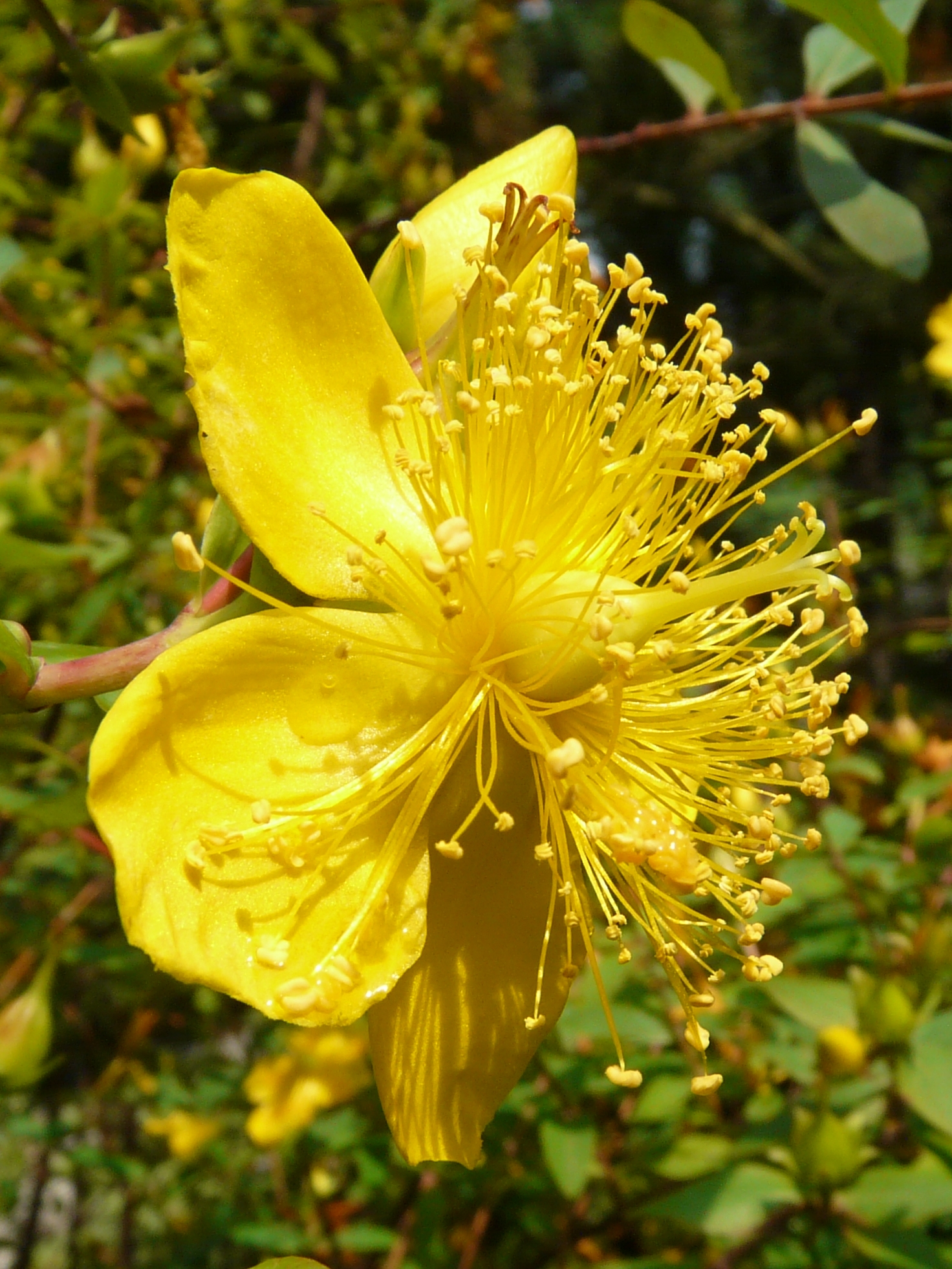